# Боми
Боми (фр. Bomy) насеље је и општина у североисточној Француској у региону Север-Па д Кале, у департману Па де Кале која припада префектури Сент Омер.
По подацима из 2011. године у општини је живело 603 становника, а густина насељености је износила 41,22 становника/km². Општина се простире на површини од 14,63 km². Налази се на средњој надморској висини од 102 метара (максималној 180 m, а минималној 85 m).

## Демографија
| 1962. | 1968. | 1975. | 1982. | 1990. | 1999. | 2011. |
| ----- | ----- | ----- | ----- | ----- | ----- | ----- |
| 653   | 674   | 658   | 603   | 608   | 604   | 603   |

График промене броја становника у току последњих година